# Каштелу-Родригу, Франсишку де Моура
Франсишку де Моура Корте-Реал Мелу (порт. Francisco de Moura Corte Real Melo; 13 декабря 1621, Мадрид — 23 ноября 1675, там же), 2-й герцог ди Ночера, 3-й маркиз де Каштелу-Родригу (Castelo Rodrigo) — испанский дипломат и государственный деятель.

## Биография
Третий сын Мануэла де Моуры, 2-го маркиза де Каштелу-Родригу, и Леонор де Мелу. В 1637 году, после смерти старших братьев, стал 4-м графом де Лумиариш, и наследником отца. Юность провел в Риме, где его отец служил послом.
В результате Португальского восстания семейство Моура потеряло все владения и привилегии в этом королевстве. Жуан IV считал их предателями. Зять Франсишку герцог де Каминья был казнен в Лиссабоне в 1641 году.
Чтобы компенсировать огромные потери, в 1660 году король предоставил Каштелу-Родригу герцогство Ночера в Неаполитанском королевстве, после того как Мануэл де Моура в 1646 году не смог вступить во владение герцогством Трани.
В 1645 году стал дворянином Палаты короля, в следующем году был направлен в Вену в качестве чрезвычайного посла, чтобы по доверенности жениться на Марии Анне Австрийской. Затем был назначен ординарным послом, сменив герцога ди Терранову. В 1653 году содействовал избранию Фердинанда IV римским королем. Заслуги Моуры были признаны императором, положившим ему наследственную ренту в 100 тыс. золотых. Маркиз де Каштелу-Родригу активно занимался укреплением военного сотрудничества между Мадридом и Веной, так как франко-испанская война продолжалась, и участвовал в переговорах в Мюнстере даже после истечения срока своего мандата.
В 1656 году покинул Вену, получив назначение на должность вице-короля и генерал-капитана Сардинии. В июне 1662 переведен на пост вице-короля Каталонии. В связи с ухудшением отношений с Францией 23 марта 1664 назначен заместителем губернатора и генерал-капитаном Нидерландов. 8 сентября он прибыл в Доль в качестве губернатора Бургундии, побывал в Безансоне, затем через Шампань проехал в Монс, где 13 октября был принят своим предшественником маркизом де Карасеной. 25 октября вступил в должность, и в тот же день инкогнито посетил Брюссельский дворец, где находилась больная жена предыдущего наместника. Из-за этого обстоятельства торжественный въезд в город пришлось отложить до 6 ноября.
Главной задачей нового наместника было введение режима жесткой экономии. Финансы Испанской империи после продолжительных войн с республикой Соединенных провинций и Францией были в расстройстве. Моура провел реформу персонала личного и финансового советов, и счетных палат Лилля, Брюсселя и Рурмонда.
В середине XVII века жители Южных Нидерландов, раздосадованные ущербом, который наносило закрытие устья Шельды, радовались любым неудачам голландцев. Наместник так же решил воспользоваться англо-голландской войной и позволил испанским подданным, известным под названием мюнстерских солдат, совершать грабительские набери на Хертогенбос, Бреду и земли за Маасом. Голландское правительство жаловалось наместнику и делало представления Мадридскому двору. Моуре пришлось выплатить солидный штраф и гарантировать безопасность голландской территории.
Обследовав границу с Францией, Моура обнаружил, что район между Монсом и Намюром почти беззащитен, и решил возвести крепость в деревне Шарнуа, для чего 3 сентября 1666 туда начали перебрасывать материалы из Шарлеруа. Поскольку средств для обороны было недостаточно, наместник в письме Людовику XIV от 14 мая 1667 убеждал французского короля обратиться к иностранному арбитражу для улаживания его территориальных претензий к Испании. Это обращение не могло остановить новую войну. Французы быстро продвигались вглубь испанский территории. В занятом противником Турне население столь радостно приветствовало французского короля, что разгневанный наместник приказал конфисковать имущество жителей. Моура собрал небольшие силы для контрудара во Фландрии, но успеха не добился.
Державы-посредники настаивали на заключении перемирия, но Каштелу-Родригу отказался его подписывать. Тогда Людовик вторгся еще и во Франш-Конте, где у испанцев также не было достаточных войск для сопротивления агрессии (силы были переброшены на португальский фронт). Успехи французов заставили наместника пойти на подписание перемирия при посредничестве Тройного альянса. 2 мая 1668 был заключен Ахенский мир. Каштелу-Родригу было поручено ведение мирных переговоров, но затем его заменили бароном Бергейком. Мир был непродолжительным, и его шаткость была для современников очевидна. Моура пообещал союзникам выплату субсидий, но выполнить свои обещания не мог из-за отсутствия средств.
Разочарованный неудачей своей миссии и отсутствием поддержки из Мадрида, маркиз просил об отставке. Узнав, что его преемник морем прибыл в Остенде (3.09.1668), Моура выехал из столицы в Антверпен. Покинув Антверпен под грохот орудийного салюта, маркиз прибыл в Гент, где сложил полномочия, затем направился в Дюнкерк, оттуда 30 сентября инкогнито приехал в Париж, и через французскую территорию добрался до Испании. 14 октября Моура прибыл в Мадрид, где был с почетом принят при дворе. 16 августа 1670 он был назначен президентом Совета Фландрии и хранителем печати.
Отношения Моуры с фаворитом королевы-регентши Фернандо де Валенсуэлой были напряженными, вплоть до отказа признать Каштелу-Родригу первым конюшим королевы (пожалован в 1668 году). В 1673 году фавориту все же пришлось уступить и согласиться с назначением.
Как и его отец, Франсишку де Моура был широко образованным человеком, любителем архитектуры и живописи. По его приказу на холме, позднее названном горой князя Пио, был выстроен большой дворец Каса де ла Флорида, где маркиз разместил свои художественные коллекции. В этом дворце доживал свои дни шурин Моуры кардинал Луис Гильермо де Монкада Арагон, удалившийся от двора.

## Семья
Жена (1639, Рим): Анна Мария де Монкада-и-де ла Серда (1616 — ?), дочь Антонио де Монкады д'Арагона, князя ди Патерно, и Хуаны де ла Серда
В браке были только дочери:
- Леонор де Моура-и-Монкада (ум. 1706), 2-я герцогиня ди Ночера, 4-я маркиза де Каштелу-Родригу. Муж 1) (1664): Аньело де Гусман-и-Карафа (ум. 1677); 2) (1678): Карло Омодеи (ок. 1655—1711), маркиз де Альмонасид
- Хуана де Моура-и-Монкада (1650—1707), 3-я герцогиня ди Ночера, 5-я маркиза де Каштелу-Родригу. Муж (1668): Джильберто Пио де Савойя (1639—1676), князь Сан-Грегорио, более известный как "принц де Савойя"

Семейные титулы унаследовал сын Хуаны Франсиско Пио де Савойя (1672—1723)